# 千明初美
千明 初美（ちぎら はつみ、1951年2月18日 - ）は、群馬県出身の漫画家。血液型はA型。

## 概要
高校生から漫画を描き始め、1970年、「りぼんコミック」のマンガスクールに投稿し、入賞した。同年にりぼんコミックの11月号の大創刊号で『雪の夜の物語』を描き、デビュー。
時代劇での画力を生かし、集英社の学習漫画でマリー・アントアネット、クレオパトラ、ショパンなどを描いた。

## 作品
- 蕗子の春 （全1巻、1977年、集英社「りぼんマスコットコミックス」）
- いちじくの恋 （全1巻、1978年、集英社「りぼんマスコットコミックス」）
- バイエルの調べ （全1巻、1979年、集英社「りぼんマスコットコミックス」）
- たけくらべ （原作：樋口一葉、2016年、エムユービジネスサポート）
- 千明初美作品集 ちひろのお城 （企画・監修：高野文子、全1巻、2017年、復刊ドットコム）